# 38 Bootis
Désignations
38 Bootis (en abrégé 38 Boo), également nommée Merga et h Bootis, est une étoile de la constellation du Bouvier. Elle est faiblement visible à l’œil nu dans un ciel préservé de la pollution lumineuse avec une magnitude apparente de 5,76. Elle est située à ∼ 157 a.l. (∼ 48,1 pc) du Soleil. 
Son nom traditionnel est Merga, parfois orthographié Marrha ou en totalité El Mara el Musalsela, provenant de l'arabe et signifiant « la femme enchaînée ». Le nom propre de Merga a été officialisé par l'Union astronomique internationale le 12 septembre 2016.

## Caractéristiques
Merga est une étoile sous-géante blanc-jaune de type spectral F6IVs avec une température de surface de 6339 K. On ne lui connait pas de compagnon stellaire. Elle est de 8,5 fois plus lumineuse que le Soleil et sa vitesse de rotation est de 18,7 km/s, près de 10 fois plus rapide que celle du Soleil. Elle a une abondance relative de fer semblable au Soleil ([Fe/H] = 0,06). Sa masse est de 60 % supérieure à la masse solaire et son âge est estimé à 1800 millions d'années.